# Бичкові
Бичко́ві (Gobiidae) — родина риб ряду бичкоподібних (Gobiiformes). Це одна з найбільших родин риб, яка налічує понад 2 тис. видів із більш як 200 родів. У викопному стані відомі з нижнього еоцену. Більшість відносно малі, характерні розміри — менше за 10 см довжиною. До цієї родини входять найменші хребетні у світі — представники родів Trimmaton і Pandaka, які сягають максимальної довжини до 1 см. Також є відносно великі за розмірами бички, як-от види з родів Mesogobius, що сягають понад 30 см завдовжки. Деякі мають значення для людини як промислові види, а також як об'єкти живлення для важливих промислових риб, як-от тріска, пікша, камбали та ін. Філогенетичні відносини в середині родини були визначені молекулярними дослідженнями.

## Характеристика
Характерною рисою бичків є наявність черевних плавців, перетворених на дископодібний присосок, що є результатом конвергентної еволюції. Бички використовують цей присосок, щоб утримуватись на скелях і коралах; в акваріумах часто тримаються на склі.

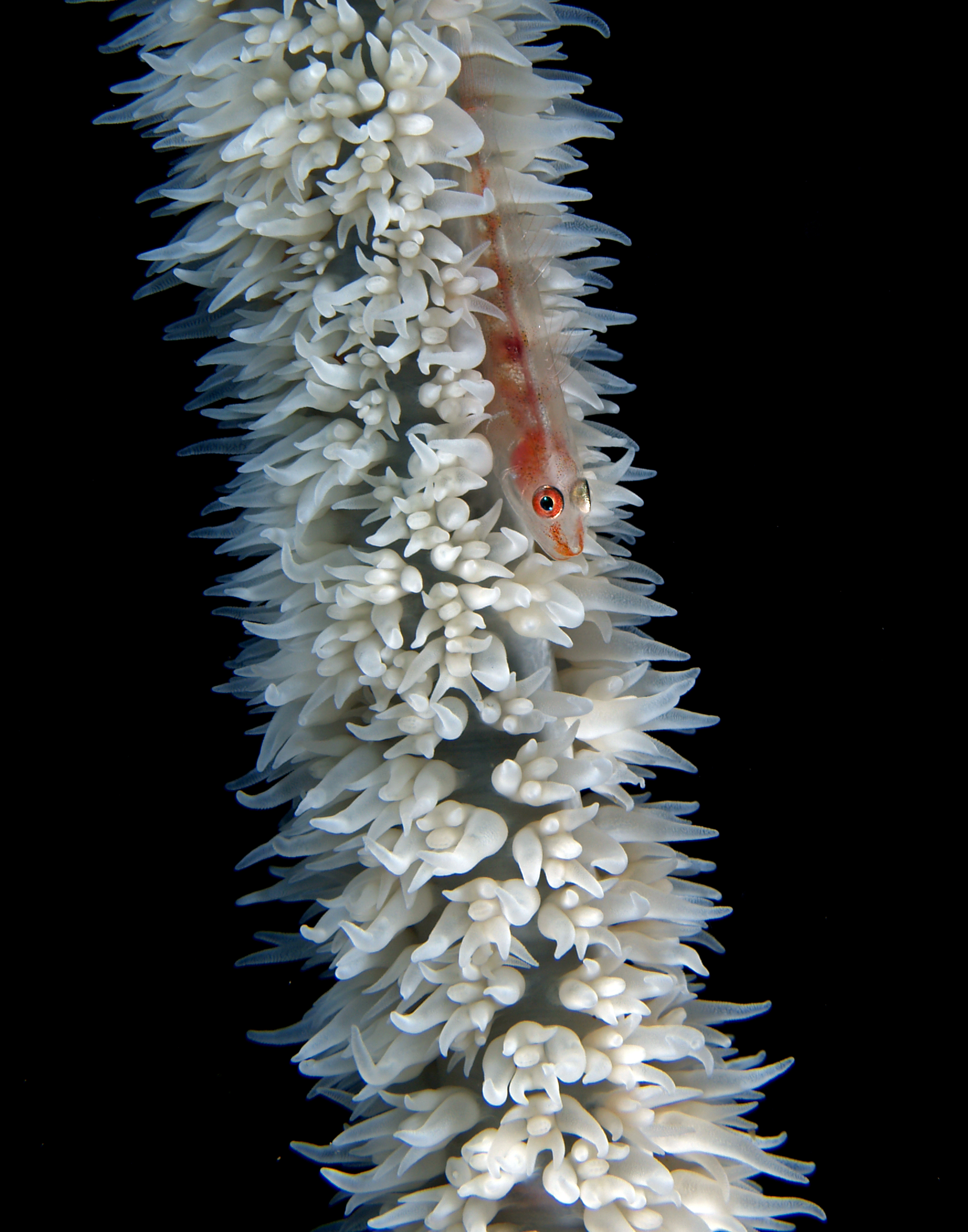
Кораловий бичок Bryaninops youngei зі Східного Тимору

Мають два спинні плавці. У деяких видів, як-от представники Понто-Каспійської групи (раніше розглядалися як окрема підродина Benthophilinae), у дорослому стані відсутній плавальний міхур.

## Систематика
Родина підлягла суттєвій ревізії у 5-й редакції Риби світу. Раніше в ній виділялися 6 підродин: Gobiinae, Benthophilinae, Amblyopinae, Gobionellinae, Oxudercinae і Sicydiinae. Ревізія залишила лише перші дві підродини у складі Бичкових, а решту 4 виділила до окремої родини Oxudercidae. До того ж види, що раніше належали до родин Kraemeriidae, Microdesmidae, Ptereleotridae і Schindleriidae були перенесені до родини бичкових, при цьому ранг підродин був скасований.

## Екологія
Основні види риб зосереджені на прибережних морських мілинах, включаючи припливову зону, коралові рифи і водні зарості, також дуже численні в солонуватих водах і лиманах, пониззях річок, мангрових заростях. У прісних водах відомо мало видів. Прикладом прісноводних бичків можуть бути австралійські Chlamydogobius eremius, європейські Padogobius bonelli. Більшість з них живляться дрібними безхребетними, великі види також живляться рибами, деякі споживають планктонні водорості.

### Розмноження
Бички прикріплюють свою ікру до субстрату, як-от гідрофіти, корали, каміння. Відкладають від п'яти до кількох сотень яєць. Після запліднення самець охороняє ікру від хижаків і вичищає від забруднення. Личинки вилуплюються прозорими, забарвлення розвивається після того, як личинки знаходять відповідне середовище. Личинки деяких річкових видів спускають у дельти річок і естуарії або навіть до моря, щоб потім повернутись до річок за кілька тижнів або місяців.

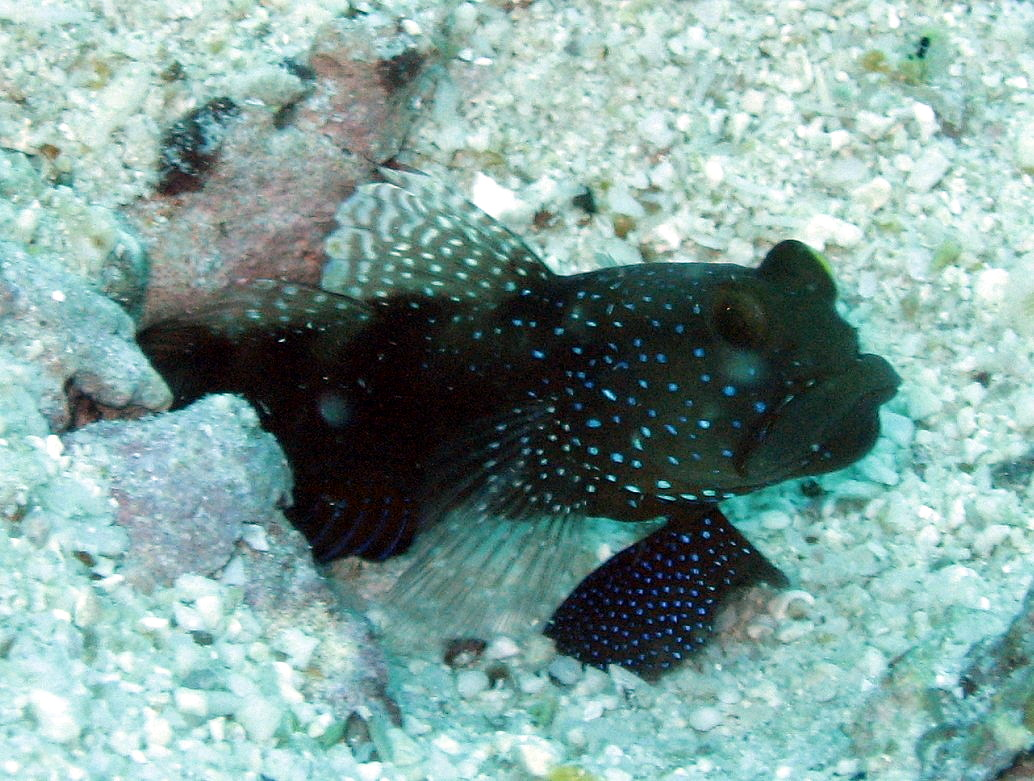
Бичок Cryptocentrus fasciatus, що охороняє ікру. Південнокитайське море.

Деякі бички з теплих вод досягають зрілості за місяць, але в холодних водах на це йде до двох років. Тривалість життя бичків від одного до десяти років. Деякі види бичків здатні змінювати стать із самиці на самця. У таких видів більшість особин народжується самицями, до гнізда одного самця ікру відкладають кілька різних самиць.

## Бички фауни України
В Україні дуже поширені в Чорному й Азовському морях, в лиманах Північного Причорномор'я, в Дніпрі, Дністрі, Південному Бузі, Дунаї та інших річках, досить численні в усіх водосховищах.

Пам'ятник бичку-годувальнику на Набережній Бердянська

Серед поширених в Україні видів слід розрізнити Понто-Каспійських бичків, як-от представників родів Babka, Benthophilus, Benthophiloides, Caspiosoma, Mesogobius, Neogobius, Ponticola, Proterorhinus, а також Середземноморських іммігрантів, як-от Aphia, Gobius, Zosterisessor.
В Україні бичкові риби мають промислове значення. Популяція бичків мешкає та розмножується в лиманах північно-західної частини Чорного моря. Також популяція відновлювалася в Азовському морі, однак станом на 2025 рік, вона практично повністю знищена. Найчастіше ловлять бичків кругляка, бабку, жабу, зеленчака.